# Королівське товариство Единбурга
Королі́вське товари́ство Единбу́рга (англ. The Royal Society of Edinburgh) — шотландська національна академія наук і словесності.
На відміну від Лондонського королівського товариства, охоплює гуманітарну сферу, включаючи історію й літературу.

## Історична довідка
У 1737 році від Единбурзького медичного товариства відокремилось Единбурзьке товариство з розвитку мистецтв та наук й особливо знань про природу. У наступному році громіздку назву було змінено на Філософське товариство Единбурга, яке, своєю чергою, було реорганізовано у 1783-му в Королівське товариство Единбурга. Серед його засновників було багато корифеїв Шотландського просвітництва, у тому числі Вільям Робертсон, Адам Сміт, Вільям Каллен, Г'ю Блер, Адам Ферґюсон, Джеймс Гаттон, Джозеф Блек, Александер Монро II та Джеймс Ватт.
Станом на 2017 рік членами товариства є понад 1660 осіб.

## Президенти Товариства
1. Генрі Скотт[en] (1783—1812)
2. Джеймс Холл[en] (1812—1820)
3. Вальтер Скотт (1820—1832)
4. Томас Брисбен[en] (1832—1860)
5. Джордж Дуглас Кемпбелл[en] (1860—1864)
6. Девід Брюстер (1864—1868)
7. Роберт Крістісон[en] (1869—1873)
8. Вільям Томсон (пізніше лорд Кельвін) (1873—1878)
9. Філіп Келланд[en] (1878—1879)
10. Джеймс Монкріфф, 1-й барон Монкріфф[en] (1879—1884)
11. Томас Стівенсон (1884—1885)
12. Вільям Томсон (пізніше лорд Кельвін) (1886—1890)
13. Дуглас Маклеген[en] (1890—1895)
14. лорд Кельвін (1895—1907)
15. Вільям Тернер[en] (1908—1913)
16. Джеймс Гікі[en] (1913—1915)
17. Джон Горн[en] (1915—1919)
18. Фредерік Орпен Бовер (1919—1924)
19. Джеймс Альфред Юінг[en] (1924—1929)
20. Едвард Альберт Шарпі-Шафер[en] (1929—1934)
21. Д'Арсі Вентворт Томпсон[en] (1934—1939)
22. Едмунд Віттакер (1939—1944)
23. Вільям Райт Сміт[en] (1944—1949)
24. Джеймс Кендалл[en] (1949—1954)
25. Джеймс Рітчі[en] (1954—1958)
26. Норман Девідсон[en] (1958—1959)
27. Едмунд Херст[en] (1959—1964)
28. Норман Девідсон[en] (1964—1967)
29. Норман Фетер[en] (1967—1970)
30. Моріс Янг[en] (1970—1973)
31. Джон Кемерон, лорд Кемерон[en] (1973—1976)
32. Роберт Аллен Сміт[en] (1976—1979)
33. Кеннет Блекстер[en] (1979—1982)
34. Джон Етвелл[en] (1982—1985)
35. Елвін Вільямс[en] (1985—1988)
36. Чарлз Кемболл[en] (1988—1991)
37. Еластер Каррі[en] (1991—1993)
38. Томас Л. Джонстон[en] (1993—1996)
39. Малколм Дживз[en] (1996—1999)
40. Вільям Стюарт[en] (1999—2002)
41. Стюарт Росс Сазерленд[en] (2002—2005)
42. Майкл Атія (2005—2008)
43. Девід К. Вілсон[en] (2008—2011)
44. Джон Піблс Арбатнотт[en] (2011—2014)
45. Джоселін Белл Бернелл (2014—2018)
46. Енн Гловер [en] (2018—2021)
47. Джон М. Болл (з 2021)